# Sarah (hoorspel)
Sarah is een hoorspel van Jacques Jaquine. Het werd bewerkt door Josephine Soer en de TROS zond het uit op zaterdag 2 februari 1974, van 21:15 uur tot 22:05 uur. De regisseur was Rob Geraerds.

## Rolbezetting
- Els van Rooden (Sarah)
- Bob Verstraete (dr. Bourasse)
- Hans Veerman (Robert)
- Trudy Libosan (Isabelle)
- Frans Somers (Bernard)
- Jan Verkoren (ober)
- Joke van den Berg (onderwijzeres)
- Tonny Foletta (portier)
- Willy Ruys (gérant)

## Inhoud
Robert, de hoofdpersoon, beleeft de meest wonderlijke avonturen en dat allemaal omdat hij van zijn tandarts een bepaald middel krijgt tegen kiespijn, “een niet gangbaar medicament”. “Het medicament heeft de eigenschap”, aldus de uitleg van de tandarts, dat het ons lichaam onderdompelt in een soort passiviteit. Het ontkoppelt onze zenuwcentra, waardoor het bewustzijn en het onderbewustzijn buiten werking worden gesteld. Het lichaam is als het ware schijndood, maar de motor blijft draaien.” Robert schrikt hier niet voor terug, wil dolgraag van zijn kiespijn af en slikt daarom rustig het middeltje van zijn tandarts. Vanaf dat ogenblik hoort hij stemmen die andere mensen niet horen, ziet hij dingen die niemand ziet. Als hij in de auto zit, weet hij niet meer of de auto zich verplaatst of dat de weg onder de wielen wordt weggetrokken. Plotseling moet hij afremmen: midden op de weg staat een vrouw in een nertsmantel en op blote voeten. Ze vertelt hem dat ze Sarah heet. Later blijkt dat Robert haar een lift aanbood, nadat de vrouw bij een ongeval om het leven kwam. Wat is er aan de hand met dat medicijn?...